# Johannes-Höver-Haus Aachen

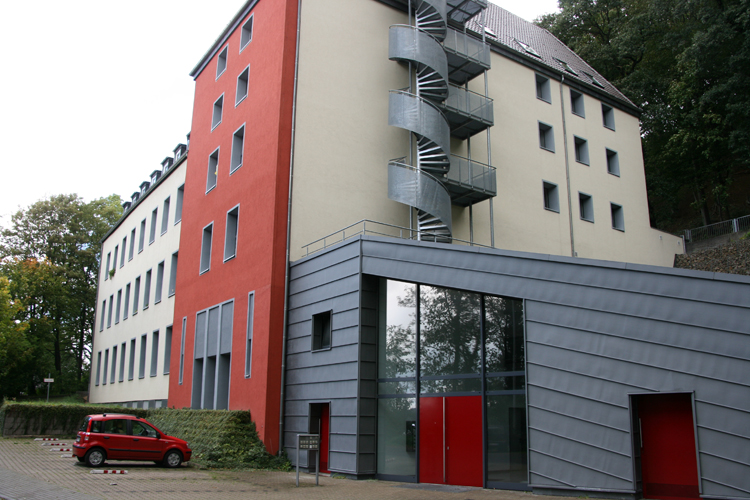
Johannes-Höver-Haus im Jahre 2011 – Aachen, Rütscher Str. 182

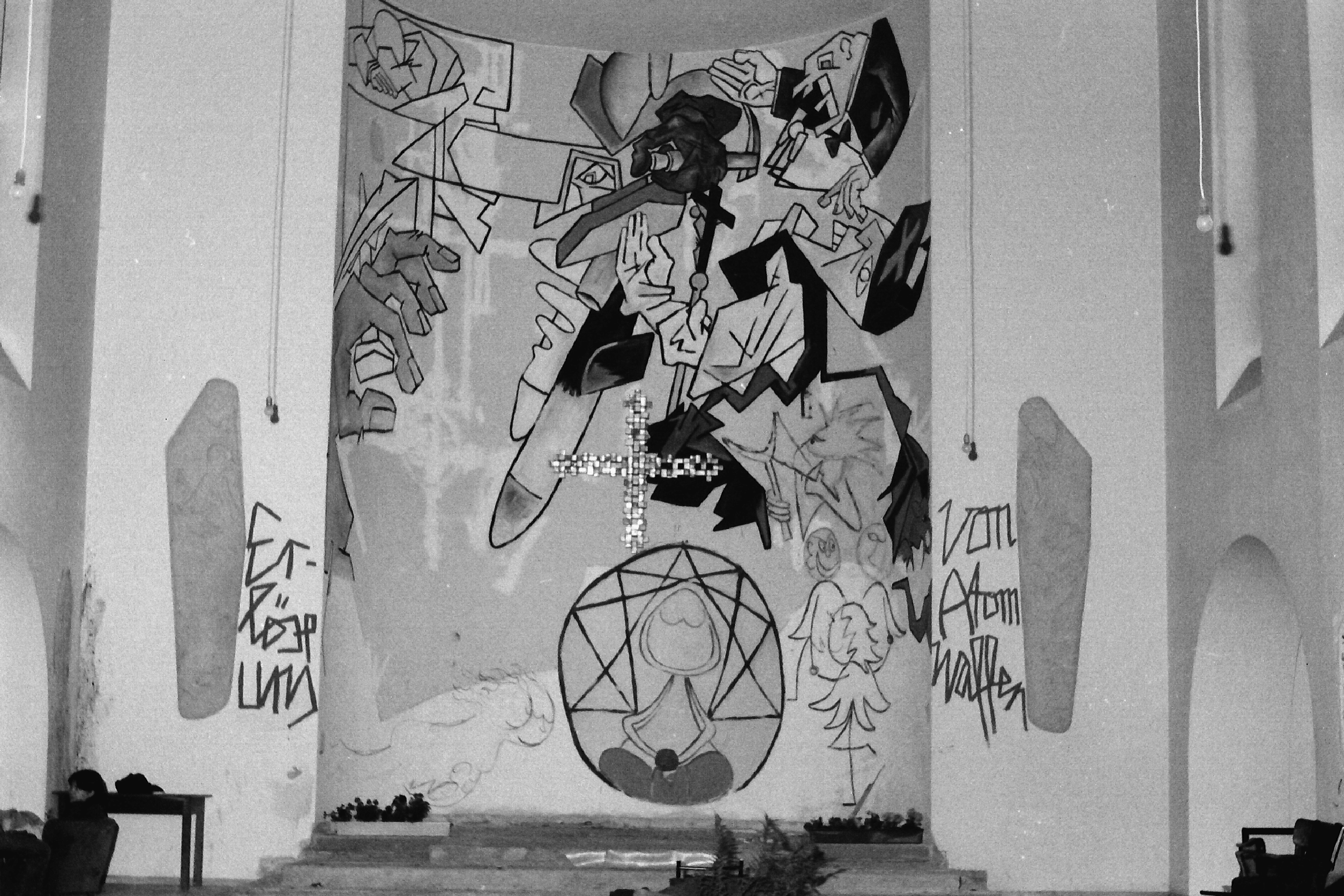
Wandbild von Klaus Paier in der alten Hauskapelle

Das Johannes-Höver-Haus ist ein Studentenwohnhaus in Aachen.
Die Familie Leonard Monheim schenkte 1865 den Armen Brüdern vom Heiligen Franziskus ein Grundstück am Fuße des Lousbergs in der Rütscher Straße in Aachen. Dort errichteten diese das Johannes-Höver-Haus benannt nach Johannes Philipp Höver, dem Stifter des Ordens der Armen-Brüder des hl. Franziskus. Über hundert Jahre wurden hier Jungen erzogen und unterrichtet. Es war Kloster, Kinder- und Lehrlingsheim. Der Südflügel und die Kapelle wurden 1945 bei alliierten Bombenangriffen zerstört. Die Bevölkerung half beim Wiederaufbau. Der Orden musste das Gebäude aus finanziellen Gründen 1979 verkaufen. Durch die große Wohnungsnot der Studierenden in Aachen wurden 1981 viele leerstehende Häuser besetzt – so auch das Höver-Haus. Mit dabei waren auch einige Personen, die später für die Grünen Mitglied des Aachener Stadtrates wurden. Eine große Solidarität in der Bevölkerung setzte ein, nachdem Pläne bekannt wurden, dass das Gebäude zum Bau von Luxuswohnungen abgerissen werden sollte. Klaus Paier, der Aachener Wandmaler und sein Freund Josef Stöhr, malten für die Besetzer die Kapelle aus.
Am 22. Mai 1981 begannen zwei Bagger mit dem Abbruch. Auch die Symbolfigur, eine Mönchsstatue, wurde beschädigt. Dieses Vorgehen rief die Aachener Besetzerszene auf den Plan und das Zerstörungswerk wurde gestoppt. In den nächsten Monaten etablierten sich in dem großen Klostergebäude Theater- und Musikgruppen, Baugruppen, eine Kindertagesstätte und vieles andere. Es fanden öffentliche Aufführungen und Konzerte statt und die Aachener Bürgerschaft wurde zur Besichtigung eingeladen.
Einen Monat später wurde ein Verein zur Erhaltung des Hauses gegründet. Bei den Vorstandsmitgliedern handelte es sich um bekannte Aachener Persönlichkeiten.
Am 27. August 1981 rückte ein Räumkommando des Hausbesitzers der Stuttgarter Anlageberatungsfirma Consulting AG an und zerstörte in einer Blitzaktion sämtliche Fenster, Türen und sanitären Anlagen. Demonstranten zwangen das Kommando zum Rückzug, die Hausbesetzer nahmen wieder Besitz vom Gebäude. Im Oktober 1981 wurde das Haus von der Polizei geräumt. Die Immobilienfirma begann mit dem Umbau, ging jedoch 1985 in Insolvenz. Der rechte Flügel der großen Anlage blieb 20 Jahre im Rohbau stehen, andere Teile wurden zu Wohnungen umgebaut. Viele Anleger verloren ihr Geld. Erst 2005 schloss sich das Umbaukapitel, der rechte Flügel wurde abgerissen und ein neuer Eingangstrakt gebaut. Seitdem ist es ein Studentenwohnheim.